# Frumoasa (Harghita)
Frumoasa es una comuna ubicada en el distrito de Harghita, Rumania.

## Superficie
Cuenta con una superficie de 84,27 kilómetros cuadrados.

## Demografía
Hasta 2021 la población era de 3581 habitantes, con una densidad de población de 42,49 habitantes por kilómetro cuadrado.